# Juan Caorsi
Juan Caorsi , né le 10 mars 1993 à Maldonado, est un coureur cycliste uruguayen.

## Biographie
Juan Caorsi découvre le vélo durant sa jeunesse par l'intermédiaire de son beau-père, lui-même pratiquant de ce sport au niveau amateur. Dans un premier temps, il se consacre au VTT. Il finit toutefois par passer au cyclisme sur route. Sa carrière débute véritablement à l'âge de 21 ans, lorsqu'il prend une licence dans un club de Maldonado. Semi-professionnel, il exerce le métier de fonctionnaire dans l'administration municipale de Maldonado, lorsqu'il ne participe pas à des compétitions cyclistes,. 
Lors de la saison 2024, il connait la consécration en remportant le classement général du Tour d'Uruguay. Il s'agit de sa plus grande victoire,. La même année, il est sélectionné en équipe nationale pour disputer les championnats panaméricains, à São José dos Campos.

## Palmarès et résultats

### Palmarès par année
- 2018
  - 3e du championnat d'Uruguay du contre-la-montre
- 2020
  - Doble Sarandi Grande
- 2022
  - Critérium Apertura de Trinidad[3]
  - 4e étape de la Doble Melo-Treinta y Tres
- 2023
  - 2e étape du Gran Premio El Coronilla
- 2024
  - Tour d'Uruguay

### Classements mondiaux
| Année                                 | 2023  |
| ------------------------------------- | ----- |
| Classement mondial                    | 2765e |
| UCI America Tour                      | 486e  |
|                                       |       |
| Légende : nc = non classéSource : UCI |       |